# Ozarba bisexualis
Ozarba bisexualis là một loài bướm đêm trong họ Noctuidae.